# Dream on the Dancefloor
„Dream on the Dancefloor” – siedemnasty singel szwedzkiego muzyka Basshuntera wydany 18 listopada 2012 roku.

## Produkcja i wydanie
5 lipca 2012 roku Basshunter ogłosił, że „Dream on the Dancefloor” będzie jego następnym singlem. 13 lipca wersja demonstracyjna została odtworzona w programie radiowym w trakcie Basshunter Radio Megamix 2012. 18 listopada singel został wydany w dystrybucji elektronicznej przez 3Beat Productions w Wielkiej Brytanii, a 20 lutego następnego roku jego nowa wersja została wydana przez Roster Music w Hiszpanii.

### Wydanie na albumach
| Album                                                  | Data              | Wytwórnia                               | Format               | Nr katalogowy    | Nr utworu | Źródło |
| ------------------------------------------------------ | ----------------- | --------------------------------------- | -------------------- | ---------------- | --------- | ------ |
| Clubland 22                                            | 5 listopada 2012  | Universal Music TV All Around the World | 3×CD                 | 5341202          | 4 (2CD)   | [ 6 ]  |
| Dance Mixes 76                                         | 16 listopada 2012 | DMC                                     | CD                   | DMCDM76 DMCDM 76 | 2         | [ 7 ]  |
| Calling Time                                           | 13 maja 2013      | Gallo Record Company                    | CD, digital download | CDRPM 3020       | 3         | [ 8 ]  |
| Maxima Fm Compilation Vol. 14 - Energía para tu cuerpo | 14 maja 2013      | Vale Music Universal Music Group        | 3×CD                 | 0600753431740    | 3 (3CD)   | [ 9 ]  |

## Lista utworów
- Digital download (18 listopada 2012)[3]

1. „Dream on the Dancefloor” (Radio Edit) – 3:12
2. „Dream on the Dancefloor” (Extended Mix) – 4:54
3. „Dream on the Dancefloor” (Hi Def Radio Edit) – 3:01
4. „Dream on the Dancefloor” (Hi Def Remix) – 5:12
5. „Dream on the Dancefloor” (Rudedog Radio Edit) – 2:53
6. „Dream on the Dancefloor” (Rudedog Remix) – 5:10

- Digital download (12 lutego 2013)[4]

1. „Dream on the Dancefloor” (Radio Edit) – 3:11
2. „Dream on the Dancefloor” (Hi Def Radio Edit) – 3:01
3. „Dream on the Dancefloor” (Rudedog Radio Edit) – 2:53
4. „Dream on the Dancefloor” (Extended Mix) – 4:54
5. „Dream on the Dancefloor” (Hi Def Remix) – 5:12
6. „Dream on the Dancefloor” (Hi Def Dub Mix) – 5:12
7. „Dream on the Dancefloor” (Rudedog Remix) – 5:09
8. „Dream on the Dancefloor” (Rudedog Instrumental Mix) – 5:04

## Teledysk
15 sierpnia 2012 roku Basshunter poinformował, że 24 sierpnia rozpocznie się nagrywanie jego następnego teledysku. 23 sierpnia wykonawca ujawnił, że teledysk zostanie nagrany w Magaluf na hiszpańskiej Majorce. 16 września Basshunter poinformował, że jego teledysk zostanie ukończony w przyszłym tygodniu. 26 września artysta stwierdził, że jest bardzo podekscytowany jego nowym teledyskiem oraz że ma nadzieję, że będzie on dostępny w przyszłym tygodniu. 28 września teledysk został wydany przez All Around the World. Został on nakręcony na Majorce w Hiszpanii, w teledysku wystąpili fani Basshuntera. 19 listopada teledysk został wydany przez 3Beat Productions. 21 listopada został wydany film promocyjny Basshunter in Magaluf !! - Featuring - Dream on the Dance Floor zawierający fragmenty teledysku. 6 lutego 2013 roku 3Beat Productions wydała wersję Hi Def Remix. 20 lutego teledysk wraz z nowa wersją utworu został wydany przez Roster Music. 14 marca teledysk został wydany przez Magic Records.

## Pozycje na listach przebojów
| Kraj            | Lista (2012/2013)     | Najwyższa pozycja |
| --------------- | --------------------- | ----------------- |
| Wielka Brytania | Commercial Pop Top 30 | 6                 |

## Występy na żywo
Basshunter wykonał „Dream on the Dancefloor” w 2011 roku podczas Youth Beatz, gdzie przebywało ponad 11 000 widzów. 5 stycznia 2012 roku artysta wykonał utwór w Altromondo Studios Rimini w Rimini. Basshunter wykonał utwór 14 stycznia w Club Mirage w Warszawie. 12 maja Basshunter wykonał utwór w Maspalomas podczas Maspalomas Pride 2012, jego występ został wydany na box secie o tym samym tytule, w skład, którego wchodzi wielu wykonawców. 31 lipca artysta wykonał „Dream on the Dancefloor” w Altromondo Studios Rimini w Rimini. Basshunter wykonał utwór w północnym Teksasie w Lizard Lounge należącym do Afterdark Dallas Ent.